# Diablillo de Descartes
El Diablo de Descartes es un experimento científico clásico que demuestra el principio de flotabilidad (principio de Arquímedes) y la ley de los gases ideales.

Principio del diablillo de Descartes: al aplicar presión en el recipiente grande, el aire se comprime, el agua sube en el recipiente central y al pesar más por la cantidad de agua introducida en el diablillo, este cae. Al dejar de aplicar presión en el recipiente la cantidad de agua dentro del diablillo vuelve a su estado normal, pesa menos y por lo tanto el aire que contiene lo obliga a subir.

## Historia
Originalmente, entre los siglos XIV y XVI, se buscaba la forma de calcular la temperatura pero no sabían cómo hacer realmente para saberlo.
En Venecia, bajo el mecenazgo de los Médici, muchos como Galileo y Leonardo Da Vinci trataron de lograr un instrumento que sirviera para ello.
Tras ellos, Torricelli prueba con diversos materiales (esferas de cristal huecas mediante un agujero) y con recipientes llenos de agua; y se da cuenta de que con las variaciones de temperatura esas esferas descienden en los recipientes. Así dijo: «Vivimos en el fondo de un océano del elemento aire, el cual, mediante una experiencia incuestionable, se demuestra que tiene peso».
Tras ello muchos continúan estas investigaciones y finalmente Raffaello Magiotti consigue fabricar el antecesor directo al diablillo de Descartes y lo plasma en su obra Renitenza Certissima dell Acqva alla compressione.
El texto fue el primer informe de la resistencia a la compresión práctica -que Magiotti erróneamente afirmó ser absoluta- de agua a temperatura constante, así como la expansión y contracción de los medios de comunicación de fluido (agua y aire) sometido a cambios de temperatura. Además de las descripciones de varios termómetros, la obra también presenta una ilustración de los buzos de campana de tarro y de los diablillos de Descartes.

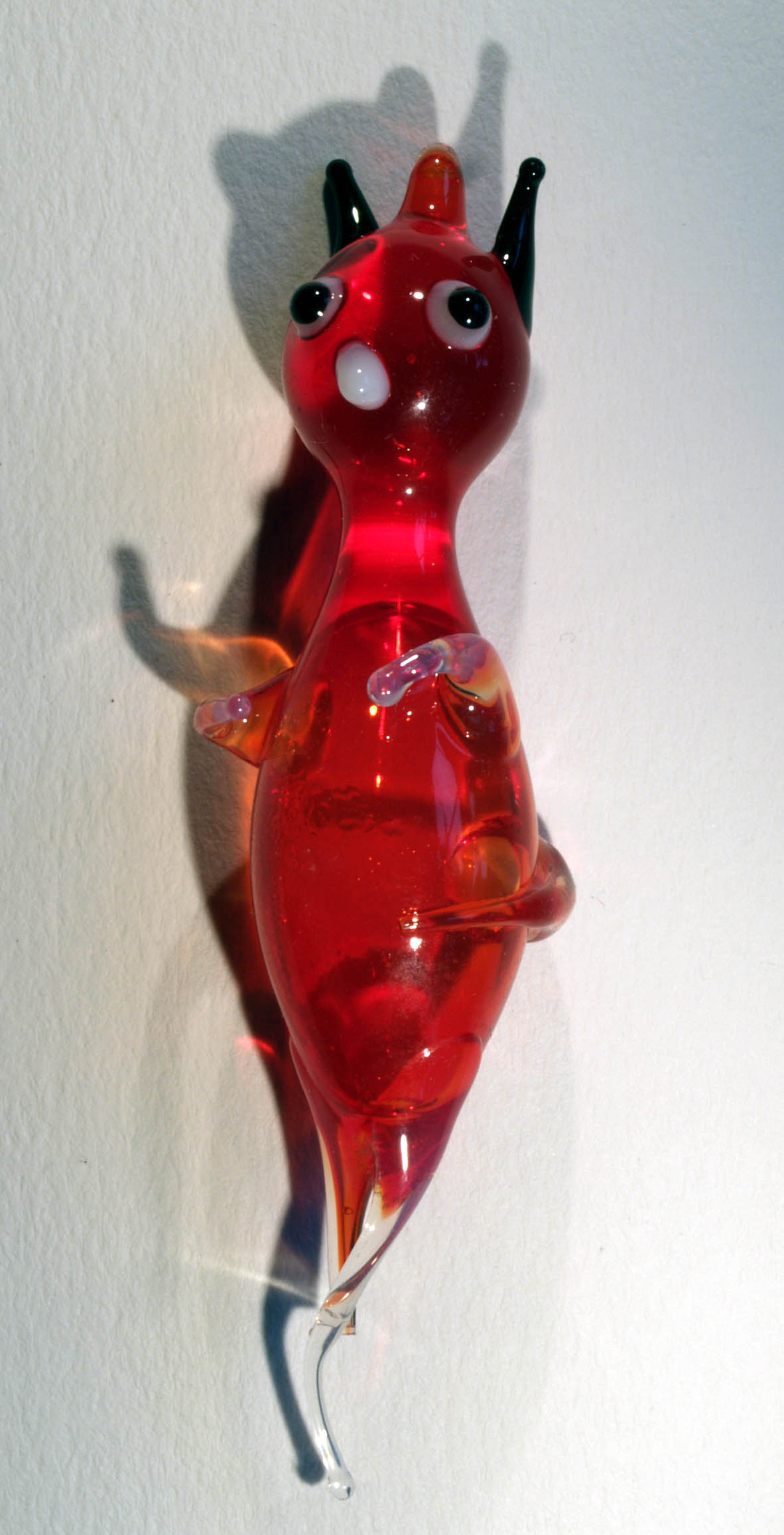
Un ludión comercial de vidrio soplado.

## Descripción
El Ludión o Diablillo de Descartes (nombre del cual se desconoce su origen) es normalmente curvado, para provocar que el movimiento ascensional lleve asociado un giro. En colecciones de instrumentos científicos de finales del siglo XIX ya se encuentran ejemplos de este tipo de figura con distintas formas: juglar, guerrero o pequeño diablo. En la práctica, puede usarse como recipiente una botella de refresco, de forma que todas sus paredes, al ser flexibles, funcionan a modo de membrana, transmitiendo la presión que se ejerce con las manos.